# 2029
L'any 2029 (MMXXIX) serà un any comú començat en dilluns del calendari Gregorià (Lletra Dominical G), el 2029è any de l'Era Comuna o de l'Era Cristiana, el 29è any del Mil·lenni III i del segle xxi, i el desè any de la dècada del 2020.

## Esdeveniments

### Abril
- 13 d'abril – L'asteroide 99942 Apophis (conegut anteriorment per la seva designació provisional 2004 MN4) passarà a 30.000 km. (18,600 mi) de la Terra, apareixent molt breument tan brillant com de 3a magnitud. Existeix la possibilitat que Apophis pugui passar a través d'un "keyhole" gravitacional de 400 m d'amplada, que el posaria en curs de col·lisió amb la Terra l'any 2036.[1]

### Desembre
- Desembre 20 – Es produirà l'eclipsi lunar de 2029, el segon de dos eclipsis Metònics bessons. El primer del parell d'eclipsis bessons es va produir la nit del 20 de desembre al 21 de 2010. Als eclipsis bessons els separen 19 anys.

### Data desconeguda
- La càpsula de temps digital 'Un Missatge Des de la Terra' assoleix la seva destinació al planeta Gliese 581 c.
- L'aeronau Nous Horitzons de la NASA arribarà al límit del Sistema Solar.

## Naixements
Països Catalans
Resta del món

## Necrològiques
Països Catalans
Resta del món

## Ficció

### Videojocs
- Deus Ex (2000): la "data de naixement assignada" a JC Denton és el 17 de març.
- Shadow of the Ninja, també conegut com a Kage i ombra Blava: els esdeveniments per enderrocar l'Emperador Garuda tenen lloc.
- Cèl·lula perfecta per Mobigame (2010) es basa en la col·lisió de l'asteroide Apophis amb la Terra el 2029.
- Gekitotsu Dangan Jidōsha Kessen: Battle Mobile (激突弾丸自動車決戦バトルモービル?, "Xoc de Cotxes de la Batalla Mobile Kessen") un videojoc d'acció Super Famicom amb format de desplaçament vertical de System Sacom.[2]
- Homefront: The Revolution: Els esdeveniments del joc tenen lloc enguany.
- Deus Ex: Mankind Divided té lloc aquest any, dos després de Human Revolution.

### Manga
- Ghost in the Shell: Public Security Section 9 s'estableix.

### Cinema
- Terminator (1984): Un terminator i un soldat, un T-800 i Kyle Reese, són enviats des de l'any 2029 a 1984 per matar i protegir, respectivament, una dona anomenada Sarah Connor.
- Terminator 2 (1991): Dos Terminators, un T-800 i un T-1000, són enviats al passat des de l'any 2029 a 1995 per, protegir i matar, respectivament, John Connor quan era un nen de deu anys.
- El final de la pel·lícula Death Becomes Her (1992) se situa enguany.
- Ghost in the Shell (1995)
- Al remake  de 2001 de Planeta dels Simis, el personatge principal és des del 2029 a bord d'una nau espacial de l'USAF orbitant prop de Saturn.

### Televisió
- Six Feet Under ("Tothom està Esperant", 2005): Keith Charles és disparat i mort per lladres que busquen robar el contingut del seu furgó blindat.
- Race to Mars, un programa ficitici sobre una expedició a Mart, té lloc entre 2029 i 2030.
- Guilty Crown, l'any en què el "Virus Apocalipsi" s'estén i provoca el caos al Japó, conegut com el "Nadal Perdut".
- Marshall Eriksen de How I Met Your Mother obre la carta mortuòria de la seva esposa (Lily Aldrin) el dia 1 de novembre de 2029, malgrat que ella no és morta.

### Literatura
- En La Generació d'Exploració de Spencer Murray, Stella Knowles ve del 24 setembre 2029.